# Niskayuna
Niskayuna ist eine US-amerikanische Town im Schenectady County des Bundesstaats New York. Das U.S. Census Bureau hat bei der Volkszählung 2020 eine Einwohnerzahl von 23.278 ermittelt. Niskayuna ist ein Teil der Metropolregion Albany-Schenectady-Troy.

## Geschichte
Die Town Niskayuna wurde am 7. März 1809 mit einer anfänglichen Einwohnerzahl von 681 gegründet. Der Name beruht auf einem indianischen Wort. Die ursprüngliche Bedeutung des Wortes bedeutet grob übersetzt „ausgedehnte Maisflächen“, da die Mohawk jahrhundertelang Mais in den fruchtbaren Niederungen entlang des heutigen Mohawk River anbauten. Die ersten Siedler der Region waren die Niederländer. Später wurden diese von Englischsprachigen Siedlern abgelöst.

## Demografie
Nach einer Schätzung von 2019 leben in Niskayuna 22.365 Menschen. Die Bevölkerung teilt sich auf in 84,5 % Weiße, 2,3 % Afroamerikaner, 9,9 % Asiaten und 2,5 % mit zwei oder mehr Ethnizitäten. Hispanics oder Latinos machten 3,1 % der Bevölkerung aus. Das mittlere Haushaltseinkommen lag bei 110.855 US-Dollar und die Armutsquote bei 3,4 %.

## Wirtschaft
Nach dem Zweiten Weltkrieg wurde 1946 das Knolls Atomic Power Laboratory in Niskayuna eröffnet im Rahmen eines Vertrags zwischen General Electric und der US-Regierung. 1973 zog das General Electric Engineering Development Center von der Innenstadt von Schenectady nach Niskayuna um. Heute ist es einer der beiden weltweiten Hauptsitze von GE Global Research. Aufgrund der hochrangigen wissenschaftlichen und technologischen Arbeitsplätze, die mit diesen Unternehmen verbunden sind, hat Niskayuna ein hohes Bildungsniveau unter seinen Einwohnern und ein überdurchschnittliches Pro-Kopf-Einkommen.